# زراوند قليل العروق
زراوند قليل العروق (Aristolochia paucinervis) هو نبات عشبي في عائلة زراوند المستوطنة في غرب حوض البحر الأبيض المتوسط. هو نبات مُخزِّن معمر. يستخدم أزهاره - التي يبدو شكلها كآلة الساكسفون - لجذب المُلقحات (الذباب).

## التصنيف
يتكون اسم الجنس باليونانية القديمة: Aristolochia من كلمتين: Aristos وLochia والتي تعني "أفضل" و"ولادة"، وقد استخدم النبات قديمًا في الطب التقليدي حيث كانت الجذور تستخدم كمنشط أثناء الولادة لتعزيز المخاض.
يُشار إليه أيضًا باسم "برزطم" في المغرب، وهو قريب من اسم "رستم" الذي ذكر ابن البيطار أنه يستخدم في إفريقية (بلاد المغرب) كمرادف للزراوند في كتابه الجامع لمفردات الأدوية والأغذية المؤلف في القرن الثالث عشر الميلادي.
وصف عالم النباتات بوميل النوع لأول مرة في عام 1874.

## وصف النبات
الزراوند قليل العروق هو نبات معمر متسلق يمكن أن ينمو حتى ارتفاع نصف متر في الطبقة السفلى من الغابة. يحتوي النبات على أوراق بسيطة وناعمة وعريضة بعرض 3-5 سم مع شكل نصل مثلث بيضاوي وعروق راحية. يمتلك هذا النبات درنة تعمل كمخزن للنبات.

## وصف الزهرة

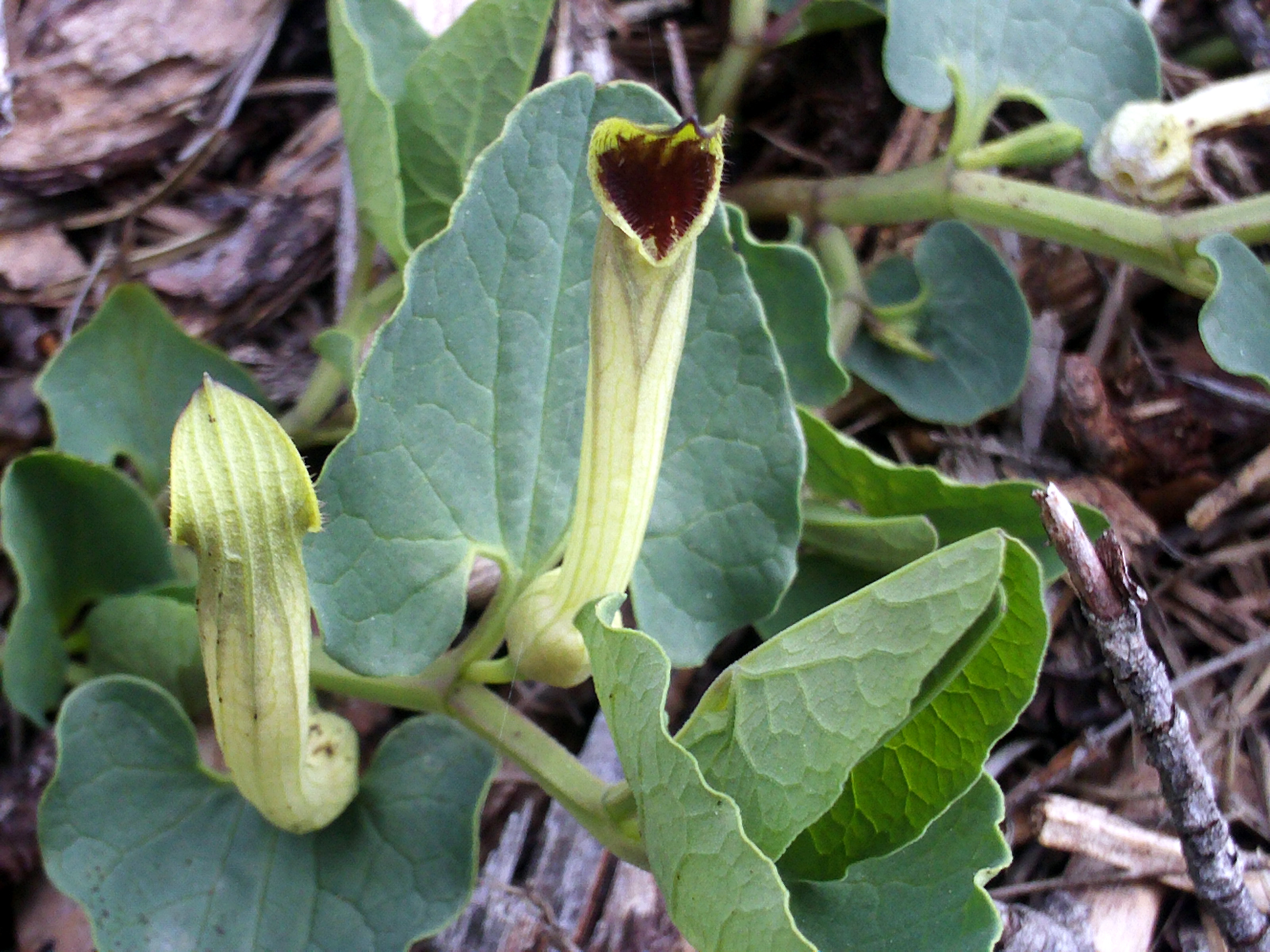
صورة مقرّبة للزهرة

الزهور لها نوعان ظاهريان مختلفان: زهور صفراء-بيضاء وأزهار بنية-أرجوانية. الزهرة بروتوجينوس (protogynous) (مما يعني أن الأعضاء التناسلية الذكرية والأعضاء التناسلية الأنثوية تتطور في أوقات مختلفة لمنع الإخصاب الذاتي). تحتوي الأزهار على غلاف أنبوبي. تنتج الزهور حوالي 2100 حبة لقاح و42 بويضة.

## آلية التلقيح
يخضع الزراوند قليل العروق للتلقيح عن طريق إطلاق رائحة قوية تجذب ذوات الجناحين الصغيرة (الذباب) إلى محيطها الأنبوبي الشكل. يظل الذباب محصورًا لأن الشعيرات تمنعه من الهروب لفترة من الوقت. عندما ينضج المتك، تتراكم حبوب اللقاح على الذبابة ويذبل الشعر الموجود داخل الأنبوب مما يسمح للحشرة بالهروب وتلقيح زهرة أخرى.
وتوصف آلية التلقيح خادعة لأن الملقحات هي لعابية مما يعني أنها تتغذى على المواد المتحللة ولا تتغذى على الرحيق أو حبوب اللقاح التي يوفرها النبات.

## التوزيع والانتشار

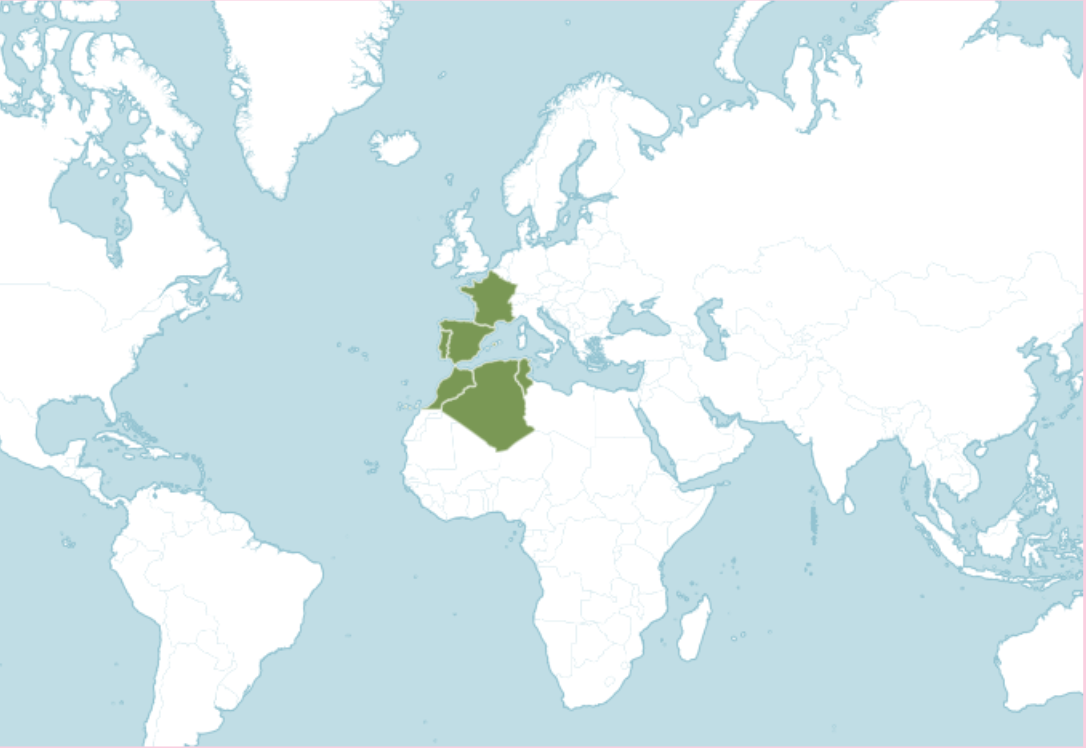
خريطة توضح الموطن الأصلي للنبات

يتوزع النبات على نطاق واسع في جميع أنحاء غرب البحر الأبيض المتوسط، بما في ذلك ماديرا وجزر الكناري في ماكرونيسيا، والمغرب، وشبه الجزيرة الإيبيرية (معظم البرتغال وجنوب إسبانيا في المقام الأول)، وجزر البليار، وجنوب فرنسا، وجزء صغير من الجزائر ويعتقد أنه انقرض في تونس. يوجد الزراوند قليل العروق على ارتفاعات تتراوح بين 500 - 2500 متر.
ينمو في المراعي الرملية والصخرية والمروج والمنحدرات الصخرية والأدغال والغابات والحقول المزروعة وأعشاب المحاصيل. ويفضل الرطب على الركائز الجافة، والتربة الحجرية والطينية والرملية.

## الاستخدام في الطب التقليدي
يستخدم الزراوند قليل العروق في الطب التقليدي في المغرب، حيث يُعرف محليًا باسم "برزطم". يتم خلط مسحوق جذر أو جذمور النبات مع السمن المملح - يمكن استخدام هذا الخليط موضعياً لعلاج التهابات الجلد والإصابات والغرغرينا الغازية، أو تناوله مع العسل أو الزبدة المملحة لعلاج آلام البطن والتهابات الجهاز التنفسي.

## الاستخدام في الطب الحديث
الزراوند قليل العروق له العديد من الاستخدامات الطبية. يتم استخدام مسحوق جذر النبات كعلاج  لاضطرابات الأمعاء والغرغرينا الغازية وكترياق للدغات الثعابين. بالإضافة إلى ذلك، فإن مستخلص الميثانول من أوراق نبات الزراوند قليل العروق له خصائص مضادة للفطريات وهو فعال ضد الفطريات المسببة للأمراض والمسؤولة عن الأمراض الجلدية والالتهابات مثل القوباء الحلقية والتهاب الجلد والفطريات. وتمتلك أوراق النبات نشاطًا مضادًا للبكتيريا - في دراسة أجريت في مطلع الألفية أظهر الزراوند قليل العروق نشاطًا ضد المطثية الحاطمة والمطثية العسيرة والمكورات المعوية البرازية والمكورات الدقيقة الصفراء والعصويات الرقيقة. يمكن استخدام النبات بكامله لعلاج القوباء الحلقية والجروح عند تجفيفه وسحقه. تحتوي نباتات عائلة الزراوند على حمض الزراوند (الأرستولوشك) الذي يتمتع بتاريخ طويل من الاستخدام في طب الأعشاب يعود تاريخه إلى القرن الخامس في الصين وربما أقدم. وجود الحمض في جذور النبات يحفز نشاط خلايا الدم البيضاء ويسرع التئام الجروح. يُستخدم أيضًا لعلاج السل والتهاب الكبد وتليف الكبد والالتهاب الرئوي عند الأطفال.

## مركبات مضادة للسرطان
بالإضافة إلى استخداماته الطبية العديدة، يُظهر الزراوند قليل العروق خصائص مضادة للسرطان. تشير الأبحاث إلى أنه حتوي على ببتيد EnnA، الذي يثبط بشكل مباشر شابرون HSP90، وهو حامي الخلايا الذي اختطفه السرطان لتجنب تعرضه لهجوم من قبل الجهاز المناعي. وهكذا، من خلال تثبيط HSP90، يسمح ببتيد EnnA لجهاز المناعة بالاستجابة للخلايا السرطانية. على الرغم من آثاره السامة للخلايا ضد خطوط الخلايا السرطانية والمسارات الناجمة عن موت الخلايا المبرمج، فإن تحضير الزرونق قليل العروق لعلاج السرطان محظور في العديد من البلدان.

## السمومية
على الرغم من وجود تقارير قليلة عن حالات التسمم الحاد للإنسان أو الحيوان بسبب نبات الأرسطولوشيا ، إلا أن نباتات زراوند تعتبر خطيرة عند استهلاكها على مدى فترات طويلة من الزمن حيث تحتوي الجذور على حمض الزراوند (الأرستولوشك) (Aristolochic acid) والذي يعتبر المسؤول عن تلف الكلى. عندما يتم تناولها داخليًا، يمكن أن تكون مسببة للسرطان - فالجذور المستخدمة على مدى فترة طويلة من الزمن يمكن أن تسبب تلفًا دائمًا في الكلى والبول الدموي وشلل الأطراف.

## حالة الحفظ
تم تصنيف النبات على أنه غير مهدد من قبل الاتحاد الدولي لحفظ الطبيعة. ومع ذلك، للحفاظ على هذا النوع، يوصى بحماية الموائل عن طريق الحد من التهديدات البشرية مثل التنمية الساحلية، والإزالة العشوائية، والرعي الجائر، وممارسات التجميع المحلية، والسياحة، والحرائق غير المنتظمة، وإزالة الغابات. على الرغم من حدوث انخفاض فيأعداده في بعض المواقع مثل شمال أفريقيا (المغرب والجزائر)، إلا أن الأعداد مستقرة بشكل عام.